# Farnavaz II
Parnavaz II (en georgiano: ფარნავაზ II), también conocido como Bartom, fue rey de la Iberia en el Cáucaso desde el 64 a. C. hasta el 32 a. C. Era conocido por los romanos como Pharnabazus. Murió en 30 a. C.
Sucedió a su padre Artag, el cual se rindió al general romano Pompeyo.
Desde ya hacía tiempo que no reconocía la influencia romana establecida en el 65 a. C. En el año 36 a. C. un ejército romano dirigido por Publio Canidio Craso, enviado por Marco Antonio, se presentó en el país. Parnavaz II fue obligado a volver a ser aliado de Roma. El ejército romano continuó hasta Albania (Azerbaiyán) donde el rey Zobéra también fue obligado a convertirse en aliado de Roma.
En el 32 a. C., fue destronado y asesinado por el príncipe Parnavaziano Mirian expulsado del país 60 años antes.
| Predecesor: Artag de Iberia | Rey de Iberia 64 a. C.-33 a. C. | Sucesor: Mirian II de Iberia |

- Datos: Q1269387